# Небытие
Небытие — отсутствие, отрицание бытия, несуществование вообще, несуществующая реальность. Ничто — способ существования небытия. По Демокриту небытие находится среди бытия, наполняя и пронизывая его.
Небытие — онтологическая категория, являющаяся отрицанием понятия «бытие». Сложность осмысления «небытия», отмеченная в своё время ещё Парменидом, заключается в следующем: в общем смысле, небытие — это отсутствие, однако описание отсутствия должно опираться на какие-то признаки, а наличие признаков, в свою очередь, обуславливает наличие объекта описания. Таким образом, возникает парадокс наличия абсолютного отсутствия. В русский философский лексикон введено Григорием Тепловым в 1751 году.

## Античная философия

### Элеаты
Парменид, родоначальник элейской философской школы, впервые поставивший проблему осознания бытия, проводит прямое соответствие между последним и реальностью. Противопоставляя бытию небытие, Парменид отказывает небытию в самой возможности существования. В соответствии с учением элейской школы, небытия не существует, вследствие этого его невозможно помыслить, описать рационально:
Можно лишь то говорить и мыслить, что есть: бытие ведь Есть, а ничто не есть.

### Атомисты
Развитие философии атомистов, главным образом благодаря Демокриту и Левкиппу, принесло новое восприятие понятия «небытие». Здесь небытие рассматривалось как «пустота» (ничто), и за ним признавалось право на существование в реальности. Знаменитый постулат Демокрита гласил, что бытие не более реально, чем небытие. Атомисты воспринимали небытие как некое пространство, протяжённость.

### Платон
С развитием диалектической философии Платона вновь возникает вопрос о существовании небытия. Поскольку диалектика Платона подразумевала переход объекта в своё иное (тезис о единстве противоположностей), то, следовательно, бытие должно переходить в небытие. Таким образом был выработан тезис о существовании небытия, необходимость которого равна необходимости существования самого бытия.

## Христианство
Христианство проповедует бытие, (вечную жизнь), возможное только в изначально и всегда существовавшем Боге, который всегда имел замысел о мире и в какой-то момент вечности сотворил из небытия (ничто) праматерию (землю) и невидимый мир (небо). Из этого бытия Бог затем и создал всех ангелов и материальную Вселенную (2Мак. 7:28).

## Экзистенциализм
Экзистенциалисты много писали о небытии как о границе перспективы человеческой жизни. Для Мартина Хайдеггера небытие открывается человеку в состоянии ужаса (Angst).

## Современная российская философия
Одним из известных исследователей проблемы небытия в российской философской науке является А. Н. Чанышев, автор философского труда «Трактат о небытии». В нём он признаёт небытие единственным истинно существующим, в то время как бытие, по его мнению, относительно и изменчиво. Всю же человеческую культуру Чанышев считает попыткой убежать от небытия, чего сделать невозможно. Так, философ доказал существование небытия через временной аспект: бытием является только настоящее, прошлое и будущее же являются небытием для настоящего. «Эмерджентный модус» небытия заключается в том, что множество вещей до своего открытия или изобретения также находились в небытии. Кроме того, любой объект, бытующий в одном месте, во всех других точках пространства в данный момент не существует.

## Современная аналитическая философия
Большинство современных философов, принадлежащих аналитической традиции, либо не рассматривают категорию небытия, либо понимают её как состояние, в котором находятся несуществующие объекты.

## Современная наука
Согласно данным современной физики, античное материалистико-атомистическое понимание небытия как пустого пространства лишено смысла, поскольку:
1. даже абсолютный вакуум с неизбежностью содержит в себе скалярное поле или океан Хиггса;
2. в силу квантовой неопределённости невозможно со всей определённостью постулировать наличие или отсутствие частицы в любой области пространства без проведения проверки — если же проверка производится, то она сама по себе делает пространство не пустым;
3. пространство само по себе является гравитационным полем, имеющим определённые признаки — например, кривизну, — и подверженным квантовым флуктуациям.

Таким образом, взгляды современной физики на небытие в материальном мире Вселенной близки точке зрения Парменида: «небытия нет», хотя философский взгляд является более широким, рассматривая существование небытия и за пределами наблюдаемой Вселенной.